# Side by Side (serie di videogiochi)
Side by Side (サイドバイサイド?, Saido bai Saido) è una serie di videogiochi per arcade del genere simulatore di guida, sviluppati e pubblicati dalla Taito nel biennio 1996-1997. Essa si compone di due capitoli, i quali operano sulla scheda madre Taito JC System Type-C. Un'edizione speciale uscì per PlayStation nel 1997 solo in Giappone e porta il nome di Side by Side Special.

Schermata di gioco del primo Side by Side

Il successore spirituale di questa dilogia è la tetralogia di Battle Gear, ad opera sempre della Taito.

## Modalità di gioco

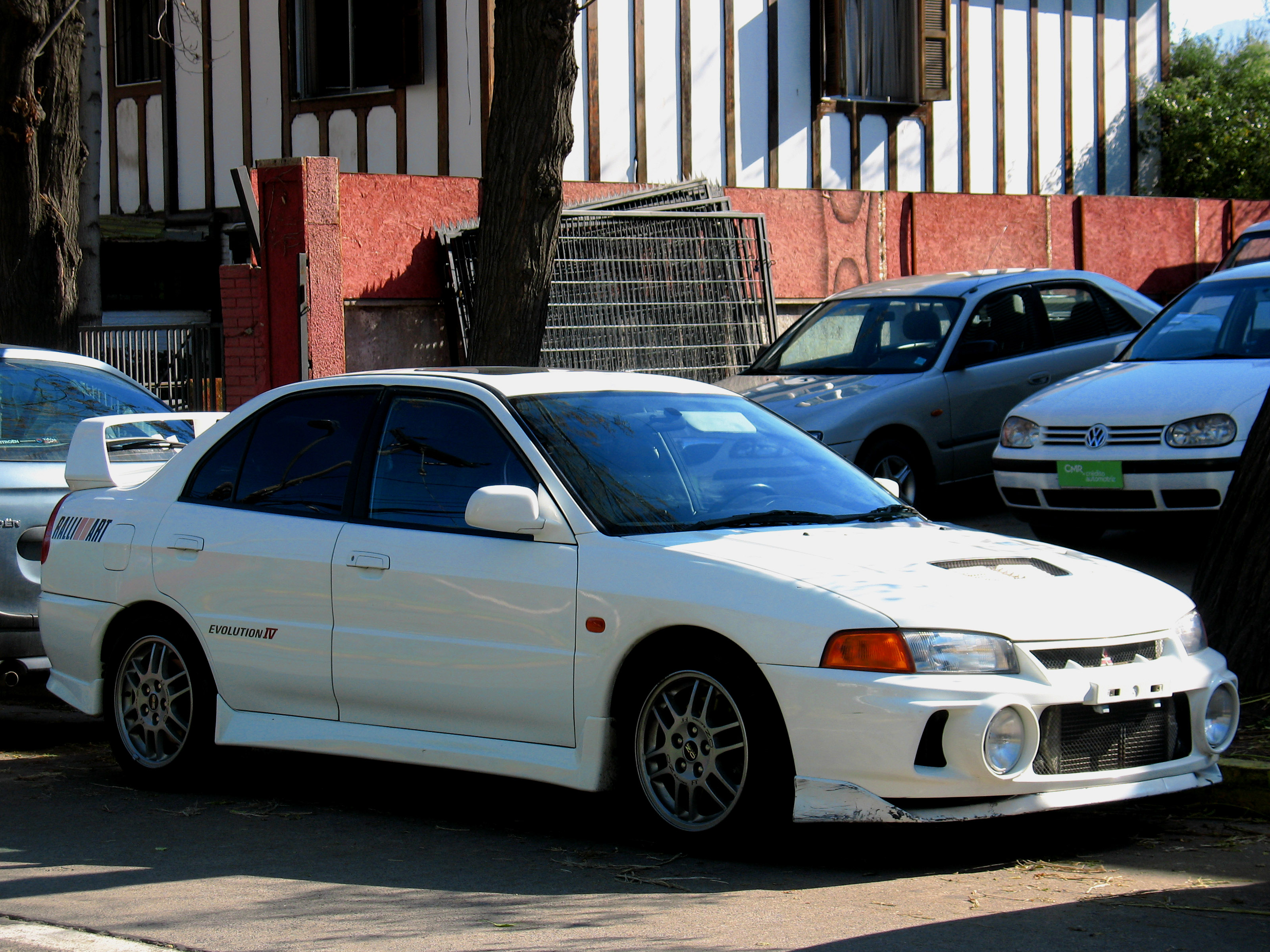
La Mitsubishi Lancer Evolution IV, una delle auto figurate in Side by Side 2.

Side by Side introduce reali vetture disponibili in commercio con i loro nomi ufficiali, difatti è il primo titolo corsistico in cui le royalties venivano pagate alle case automobilistiche, anticipando di un anno Gran Turismo. I marchi giapponesi introdotti sono Toyota, Nissan, Honda e Mazda; nel sequel si aggiungono Mitsubishi e Subaru. Le specifiche delle macchine variano: alcune hanno un'elevata velocità massima, altre una migliore accelerazione o maneggevolezza e altre ancora presentano un equilibrio delle tre.
Il giocatore sceglie un tracciato, un'auto e una trasmissione (automatica o manuale a sei marce), dopodiché gareggia contro gli otto sfidanti controllati dalla CPU nel tentativo di batterli tagliando il traguardo per primo. Ogni corsa è composta da tre giri che devono essere completati entro un limite di tempo; attraversare dei checkpoint aggiunge alcuni secondi extra al timer. Poiché Side by Side è un gioco in stile arcade, le collisioni con un'auto avversaria o il bordo della strada non causano danni e rallentano semplicemente il giocatore. La pista può essere osservata da una prospettiva in prima persona o terza persona premendo l'apposito pulsante.
Solo nel secondo capitolo, il giocatore selezionando un circuito mentre preme il pulsante di modifica della vista accede alla modalità "Serious Battle", la prova a tempo in cui cerca di battere il record imposto dal computer o stabilito da un altro utente su quel percorso.

### Veicoli

#### Side by Side
- Honda (Civic EG-6 SiR, NSX NA1)
- Mazda (RX-7 FC3S Savanna, RX-7 FD3S RZ)
- Nissan (Skyline GT-R BCNR33, 180SX RPS 13)
- Toyota (Supra JZA80 RZ, AE86 Sprinter Trueno GTV)

#### Side by Side 2
- Honda (CRX EF-8 SiR, Civic EG-6 SiR)
- Mazda (RX-7 FC3S Savanna, RX-7 FD3S RZ)
- Mitsubishi (Lancer Evolution IV)
- Nissan (Skyline GT-R BNR32, Silvia S13 K's)
- Subaru (Impreza GC8 WRX STi Version III, Impreza GF8 Wagon WRX STi, Legacy BG5 Touring Wagon GT-B)
- Toyota (AE86 Sprinter Trueno GTV, Celica GT-Four, AE86 Corolla Levin GT)

## Accoglienza
In Giappone, la rivista Game Machine elencò Side by Side nel numero del 15 agosto 1996 come l'unità arcade di maggior successo del mese. La stessa rivista ha elencato il seguito diretto al quinto posto.